# Lasiopetalum drummondii
Lasiopetalum drummondii är en malvaväxtart som beskrevs av George Bentham. Lasiopetalum drummondii ingår i släktet Lasiopetalum och familjen malvaväxter. Inga underarter finns listade i Catalogue of Life.